# Demografía del Sahara Occidental

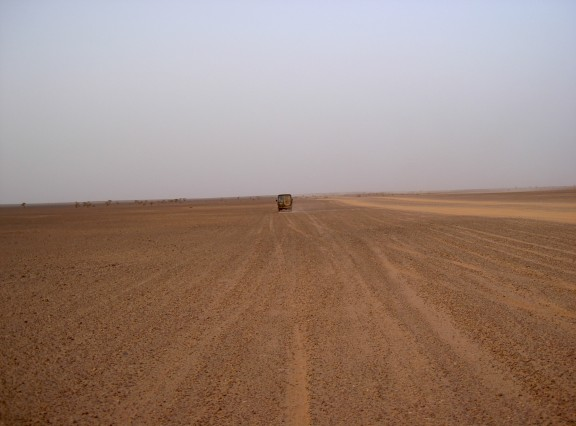
De Tinduf a Tifariti.

 Se cree que en la actualidad la población de origen saharaui que ha llegado desde 1975 supera a la aborigen, aunque los datos de cantidad y composición de la población están sujetos a la controversia política.
Las zonas del Sahara Occidental controladas por el Polisario son desérticas y no tienen población residente, aunque algunos grupos de saharauis que conducen camellos las atraviesan para ir y volver entre la zona de Tinduf y Mauritania. La presencia de minas a lo largo del territorio hace de este un modo de vida peligroso.
Los campos de refugiados de Tinduf, en Argelia son la sede del Polisario y en ellos viven aproximadamente 165.000 refugiados saharauis según el polisario y 90.000 según el último cómputo realizado por Naciones Unidas. 

## El censo español
Según el censo español de 1974 había 74.000 saharauis y 20.000 españoles en la zona, aunque probablemente este número es bajo, debido a lo problemático que resulta censar a un pueblo nómada.

## Cálculos de MINURSO
En diciembre de 1999, MINURSO la misión de Naciones Unidas, anunció que había identificado a 86.425 votantes con derecho a voto para el referéndum sobre la independencia que se debía celebrar de acuerdo con el acuerdo de asentamiento de 1991 los acuerdos de Houston de 1997. 
Se entendía como votante a cualquier saharaui de más de 18 años de edad que formara parte del censo español o que pudiera demostrar que descendía de alguien que lo fuera. Estos 86.425 saharauis se encontraban dispersos entre el Sahara Occidental controlado por Marruecos y los Campos de refugiados de la provincia de Tinduf, en Argelia, aunque también había algunos otros exiliados en Mauritania y otros lugares. No suponen la población total de etnia saharaui, sino la de los saharauis del Sahara Occidental, su cantidad tiene una importante significación política debido a la relevancia del esperado referéndum sobre la independencia.

## Datos generales

Demografía del Sahara Occidental, datos de la FAO, 2005. Número de habitantes en miles.

La población era de 267.405 habitantes en julio de 2004. En 2000 el crecimiento de su población fue del 2.29%, su tasa de natalidad de 45,07 nacimientos/1.000 hab., la de mortalidad de 16,11 muertes/1.000 hab. y la migratoria de -6,05 migrantes/1.000 hab. 
Por su parte, la mortalidad infantil fue de 133,59 muertes/1.000 nacidos vivos, la esperanza de vida al nacer de 49,81 años (hombres 48,65 y mujeres 51,33) y la tasa de fertilidad total de 6,64 hijos nacidos/mujer.
Los principales grupos étnicos son el árabe y el bereber, la religión predominante es el Islam sunni y las lenguas el árabe hassanía y español.

## Estadísticas demográficas de CIA World Factbook
Según los datos de CIA World Factbook, estos son algunos resultados.

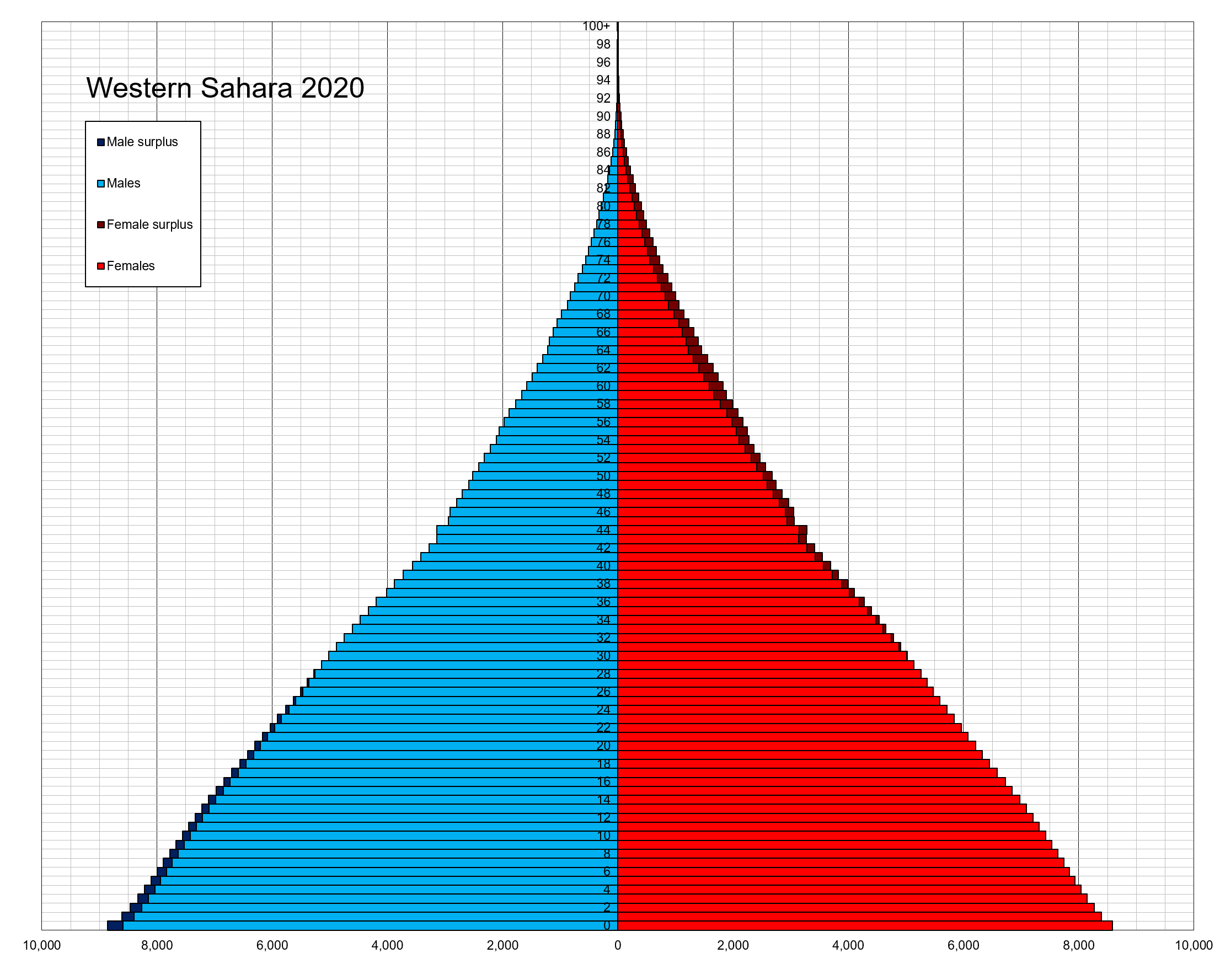
Pirámide de población del Sahara Occidental de 2020

### Población
618.551 (julio de 2018 est.)

### Estructura de edad (2018 est.)
0-14 años: 26,93% (115.703 hombres /113.121 mujeres)
15-24 years: 19.49%(60.793 hombres /59.948 mujeres) 
25-54 años: 34.52% (105.420 hombres /108.462 mujeres) 
55-64 años: 5.11% (14.773 hombres/16.880 mujeres)
65 años y más: 3,95% (10.787 hombres /13.664 mujeres) 

### Tasa de crecimiento
2.64% (2018 est) 

### Tasa de natalidad
28,9 nacimientos / 1.000 habitantes (2018 est) 

### Tasa de mortalidad
7,9 muertes / 1,000 habitantes (2018 est) 

### Tasa de migración neta
5.4 Migrante(s) / 1.000 habitantes (2018 est) 

### Tasa de mortalidad infantil
50,5 muertes por 1.000 nacidos vivos (2018 est) 

### Esperanza de vida al nacer
Población total (2018 est): 63,8 años 
Hombres: 61,4 años 
Mujeres: 66,2 años  

### Tasa global de fecundidad
3,79 niños nacidos / mujer (2018 est) 

### Alfabetización
Es difícil realizar un control real de la alfabetización ya que no tienen un programa educativo real, tampoco tienen profesores fijos .
El ir al colegio es "obligatorio", aunque si tienes que hacer algo en casa, te puedes quedar, si el profesor no va por cualquier escusa los niños vuelven a casa sin que tengan profesor sustituto.
El nivel para un niño saharaui de 12 años es equivalente a 2º o 3º de Primaria, teniendo un retraso educativo de 4-5 años respecto al resto
Población total: NA% 
Hombres: NA% 
Mujeres: NA%